# Corcelles-le-Jorat
Pour les articles homonymes, voir Corcelles et Jorat (homonymie).
Corcelles-le-Jorat est une commune suisse du canton de Vaud, située dans le district de la Broye-Vully. Citée dès 1140, elle fait partie du district d'Oron entre 1803 et 2007. La commune est peuplée de 500 habitants en 2023. Son territoire, d'une surface de 795 hectares, se situe dans la région du Jorat.

## Géographie
Jusqu'à sa dissolution, la commune faisait partie du district d'Oron. Depuis le 1er janvier 2008, elle fait partie du nouveau district de la Broye-Vully. Elle a des frontières communes avec Peney-le-Jorat, Hermenches, Ropraz, Montpreveyres, Froideville et Jorat-Menthue.
Le territoire communal se trouve sur le plateau suisse, dans la région du Jorat ; il est coupé à parts égales par deux ruisseaux qui se réunissent dans le ruisseau de Corcelles en contrebas du village. À l'ouest du village, le terrain monte progressivement pour rejoindre les hauteurs du Jorat ; là se trouvent les forêts d'Esserts Clopets, de Bois Faucon et de Bois Vuacoz qui, avec 917 mètres d'altitude, représente le point culminant de la commune. Les frontières ouest et sud de la commune sont marquées respectivement par les ruisseaux de la Corbassière et du Cerjuz.
En plus du village de Corcelles-le-Jorat, la commune compte également les hameaux de Riau-Graubon, Les Chênes et Chez les Porchet, ainsi que quelques exploitations agricoles isolées.

## Histoire
En 1794, deux urnes antiques contenant des pièces de monnaie romaines des Ier et IIe siècles attestent une présence antique à Corcelles-le-Jorat. Une première trace du nom apparaît en 1140 quand Mgr Guy de Marlanico alors évêque de Lausanne place le fief de Corceleys sous l'autorité des seigneurs Philippe et Vaucher. Cette famille s'éteint au XIVe siècle et la seigneurie va alors régulièrement changer de mains.
Sous l'occupation bernoise dès 1536, Corcelles est une cour vassale possédant le droit de haute, moyenne et basse justice. D'abord métralie, elle est érigée en châtellenie en 1754,. Cependant, le droit de haute justice n'était pas formellement appliqué. Le 2 décembre 1648, un document de justice relate la condamnation au bûcher d'une femme accusée de sorcellerie. Or, leurs excellences de Berne ont commué cette peine en simple décapitation suivi de l'incinération du corps.
L'école de Corcelles est construite en 1863.

### Héraldique
| Blason de Corcelles-le-Jorat | Blason  | D'or au coq hardi et chantant de sable, becqué, crêté, barbé et membré de gueules |
| Blason de Corcelles-le-Jorat | Détails | Les armoiries de la commune sont celles des anciens seigneurs du village, les Polier, avec le champ d'argent changé en champ d'or. Les armoiries de la commune sont adoptées et approuvées par le canton de Vaud en 1923. |

## Population

### Gentilé et surnom
Les habitants de la commune se nomment les Corçallins.
Ils sont surnommés les Grands-Gosiers ou les Grands-Cous.

### Démographie
Corcelles-le-Jorat compte 500 habitants en 2023. Sa densité de population atteint 63 hab./km2.
En 2000, la population de Corcelles-le-Jorat est composée de 210 hommes (51 %) et 202 femmes (49 %). La langue la plus parlée est le français, avec 388 personnes (93,7 %). La deuxième langue est l'allemand (12 habitants ou 2,9 % de la population). Il y a 380 personnes de nationalité suisse (91,8 %) et 34 personnes étrangères (8,2 %). Sur le plan religieux, la communauté protestante est la plus importante avec 250 personnes (60,4 %), suivie des catholiques (63 paroissiens ou 15,2 % de la population). 73 personnes (17,6 %) n'ont aucune appartenance religieuse.
La population de Corcelles-le-Jorat est de 572 personnes en 1850. Elle baisse à 469 personnes en 1880, puis remonte à 535 personnes en 1900. Le nombre d'habitants baisse ensuite jusqu'à 353 en 1980, puis remonte à 412 en 2000. Le graphique suivant résume l'évolution de la population de Corcelles-le-Jorat entre 1850 et 2010 :

## Politique
Lors des élections fédérales suisses de 2011, la commune a voté à 41,29 % pour l'Union démocratique du centre. Les deux partis suivants furent le Parti libéral-radical avec 17,21 % des suffrages et le Parti socialiste suisse avec 11,52 %.
Lors des élections cantonales au Grand Conseil de mars 2011, les habitants de la commune ont voté pour le Parti libéral-radical à 48,00 %, l'Union démocratique du centre à 18,83 %, le Parti socialiste à 15,58 %, les Verts à 10,92 %, le Parti bourgeois démocratique et les Vert'libéraux à 5,92 % et Vaud Libre à 0,75 %.
Sur le plan communal, Corcelles-le-Jorat  est dirigé par une municipalité formée de 5 membres et dirigée par un syndic pour l'exécutif et un Conseil communal, composé de 40 élus, dirigé par un président et secondé par un secrétaire, pour le législatif.

## Économie
Jusque dans la seconde moitié du XXe siècle, l'économie locale était principalement tournée vers l'agriculture et l'élevage qui représentent, de nos jours encore, une part importante des emplois locaux. Corcelles-le-Jorat compte également une usine et un centre de fabrication d'alimentation pour le bétail, ainsi que plusieurs petites entreprises locales industrielles ou de services. Pendant ces dernières décennies, le village s'est développé avec la création de zones résidentielles habitées par des personnes travaillant principalement à Moudon ou dans la région lausannoise.
La commune compte une fromagerie, une boulangerie, une auberge et un café-restaurant.

## Transports
Au niveau des transports en commun, Corcelles-le-Jorat fait partie de la communauté tarifaire vaudoise Mobilis. Le bus des Transports publics de la région lausannoise reliant Lausanne à Moudon s'arrête dans la commune. Le village est aussi desservi par les bus sur appel Publicar, qui sont un service de CarPostal.

## Monument
Le château de Corcelles-le-Jorat, construit en 1769 et propriété de la commune depuis 1982, est inscrit comme bien culturel d'importance régionale dans la liste cantonale dressée en 2009.

## Vie locale
La commune de Corcelles-le-Jorat compte plusieurs associations, parmi lesquelles une société de jeunesse, une abbaye vaudoise, ainsi que des clubs de gymnastique, tir sportif et football.

## Sources
- (de) Cet article est partiellement ou en totalité issu de l’article de Wikipédia en allemand intitulé « Corcelles-le-Jorat » (voir la liste des auteurs).